# Свемирска производња
Свемирска производња (енгл. Space manufacturing) је производња добара у окружењу ван атмосфере планете. То подразумева услове микрогравитације и високог вакуума. Производња у свемиру има неколико потенцијалних предности у односу на производњу на планети Земљи.
1. Јединствена околина може да омогући индустријске процесе који се не могу лако репродуковати на Земљи.
2. Сировина може да се сакупља и обрађиване у соларном систему по ниској цени у односу на цену транспортовања материјала у орбиту.
3. Потенцијално опасни процеси могу се вршити у простору са минималним ризиком по животну средину Земље или других планетама.
4. Објекти превелики за лансирање ракетом могу се склапати у орбити за коришћење у орбити.

Очекује се да је окружење у свемиру бити корисно за производњу различитих производа. Једном када се плате трошкови склапања објеката за рударство и производњу, производња ће постати економски профитабилна са циљем да постане самоодржива и корисна за друштво. Најзначајнији трошак је превазилажење енергетске препреке за подизање материјала у орбиту. Када се ова баријера значајно смани по цени колограма, улазна цена за свемирску производњу може да постане атрактивна за предузетнике.
Економски затеви свемирске производње убрајају потребу да се прикупе потребне сировине на минимуну цене енергије. Економски померај материјала у свемиру је директно зависан од промене брзине који је потребан да се помери сировина од места ископавања до производних погона.